# Pewaukee
Pewaukee – wieś w Stanach Zjednoczonych, w stanie Wisconsin, w hrabstwie Waukesha.